# Roshen Dalal
Roshen Dalal (Indija, 1952.) indijska je povjesničarka i autorica, poznata po knjigama o drevnoj Indiji i hinduizmu.

## Djela
- The Puffin History of India (2 vols) Penguin Books India, 1997.
- The Religions of India: A Concise Guide to Nine Major Faiths. Penguin books. 2010 [2006]. ISBN 978-0-14-341517-6 CS1 održavanje: nepreporučeni parametar - origyear (pomoć)
- Hinduism: An Alphabetical Guide Penguin Books India, 2010.
- The Compact Timeline History of the World. Worth Press. 2010. ISBN 978-1-903025-95-6
- The Vedas: An Introduction to Hinduism's Sacred Texts. Penguin Books India. 2014. ISBN 978-0-143-06638-5
- The Puffin History of the World (2 vols) Penguin Books India, 2014.
- India at 70. India Puffin. 2017. ISBN 978-0-14-342871-8
- The 108 Upanishads: an introduction. Penguin Books India. 2018. ISBN 978-0-143-42859-6